# Escola Técnica Estadual de Teatro Martins Penna
A Escola Técnica Estadual de Teatro Martins Pena é uma escola técnica da cidade do Rio de Janeiro mantida pela Fundação de Apoio à Escola Técnica (FAETEC). Fundada em 13 de janeiro de 1908, é considerada a mais antiga escola de teatro da América Latina em atividade. Teve como alunos Procópio Ferreira, Tereza Rachel, Joana Fomm, Denise Fraga, Cláudia Jimenez, entre outros.

## História
A escola surgiu em janeiro de 1908, como resultado do empenho de seu fundador e primeiro diretor, Coelho Neto, durante a gestão de Francisco Marcelino de Sousa Aguiar como prefeito do então Distrito Federal. Coelho Neto dirigiu a escola por 25 anos. O nome escolhido para a escola homenageia Martins Pena, teatrólogo considerado precursor da comédia de costumes no teatro brasileiro. Foi criada pelo artigo 19 da lei nº. 1167, de 13 de janeiro de 1908, ratificado pelo decreto nº. 832, de 8 de junho de 1911, e instalada em 5 de fevereiro do mesmo ano.
Fundada sem um espaço determinado para abrigá-la, ocupou uma sala emprestada do Theatro Municipal do Rio de Janeiro, no Instituto de Educação, na avenida Venezuela e o Teatro João Caetano. O endereço definitivo só veio em 1950 quando a partir de 18 de dezembro a escola passou a funcionar na rua Vinte de Abril, nº. 14, em um solar neoclássico de 1835, tombado pelo Instituto do Patrimônio Histórico e Artístico Nacional (IPHAN) na década de 1930, onde nasceu o barão do Rio Branco.
O objetivo da escola era dar uma revolucionária base teórica e prática aos futuros atores. Gratuita desde a origem, a princípio possuía apenas 30 vagas. A grade curricular foi pouco modificada ao longo do tempo e possuía as seguintes matérias: prosódia portuguesa e elementos da estética; arte de dizer; arte de representar e caracterização; história e literatura dramática; psicologia das paixões: expressão das emoções, mímica; cenografia e perspectiva teatral, indumentária e tecnologia; exercício de corpo livre, atitude e esgrima. Algumas destas cadeiras mudaram de nome com o passar dos anos. O método de interpretação propunha o teatro do gesto, onde há uma supervalorização da fala em detrimento da atitude corporal, que se tornou sua marca registrada no período inicial, mas que com o tempo abriu espaço para o corpo.